# Kristine Holzer
Kristine Holzer (Calgary, 21 maart 1974) is een schaatsster uit de Verenigde Staten. Ze vertegenwoordigde de Verenigde Staten op de Olympische Winterspelen 2006 in Turijn.
Bij Holzer werd op 13-jarige leeftijd jeugdreuma (juveniele artritis) geconstateerd.

## Resultaten

### Olympische Winterspelen
| Jaar | Plaats | Resultaten |
| ---- | ------ | ---------- |
| 2006 | Turijn | 27e 3000 m |

### Wereldkampioenschappen
| Jaar | Plaats  | Resultaten   |
| ---- | ------- | ------------ |
| 2003 | Berlijn | 17e 3000 m   |
| 2004 | Moskou  | 23e allround |

### Wereldbeker
Eindklasseringen
| Seizoen   | 1500 m | 3000/5000 m |
| --------- | ------ | ----------- |
| 2002/2003 | -      | 37e         |
| 2004/2005 | 36e    | 34e         |

### USA kampioenschappen
| Jaar | 1500 m | 3000 m | 5000 m | all round |
| ---- | ------ | ------ | ------ | --------- |
| 2001 | -      | -      | -      | 6e        |
| 2003 | -      | -      | -      | Zilver    |
| 2004 | 7e     | 4e     | Zilver | 5e        |
| 2005 | -      | 5e     | Zilver | Zilver    |
| 2006 | 7e     | Zilver | Zilver | -         |

## Persoonlijke records
| Afstand      | Tijd     | Datum            | Baan           |
| ------------ | -------- | ---------------- | -------------- |
| 500 meter    | 41,52    | 8 januari 2005   | Salt Lake City |
| 1000 meter   | 1.20,18  | 15 januari 2005  | Salt Lake City |
| 1500 meter   | 1.58,24  | 8 januari 2005   | Salt Lake City |
| 3000 meter   | 4.08,46  | 18 november 2005 | Salt Lake City |
| 5000 meter   | 7.11,31  | 21 december 2005 | Salt Lake City |
| 10.000 meter | 15.52,81 | 11 maart 2005    | Calgary        |